# فرناندو اسکارتین
فرناندو اسکارتین (اسپانیایی: Fernando Escartín‎؛ زادهٔ ۲۴ ژانویهٔ ۱۹۶۸) دوچرخه‌سوار اهل اسپانیا است. وی در مسابقات تور دو فرانس شرکت کرده است.